# کلیسای جامع ویکفیلد
کلیسای جامع ویکفیلد (انگلیسی: Wakefield Cathedral) یک کلیسای جامع در شهر ویکفیلد، انگلستان است.
این کلیسا که در سده ۱۳۰۰ میلادی بنیان‌گذاری شده براساس معماری گوتیک ساخته شده و دارای یک مناره به ارتفاع ۷۵ متر می‌باشد.

## نگارخانه

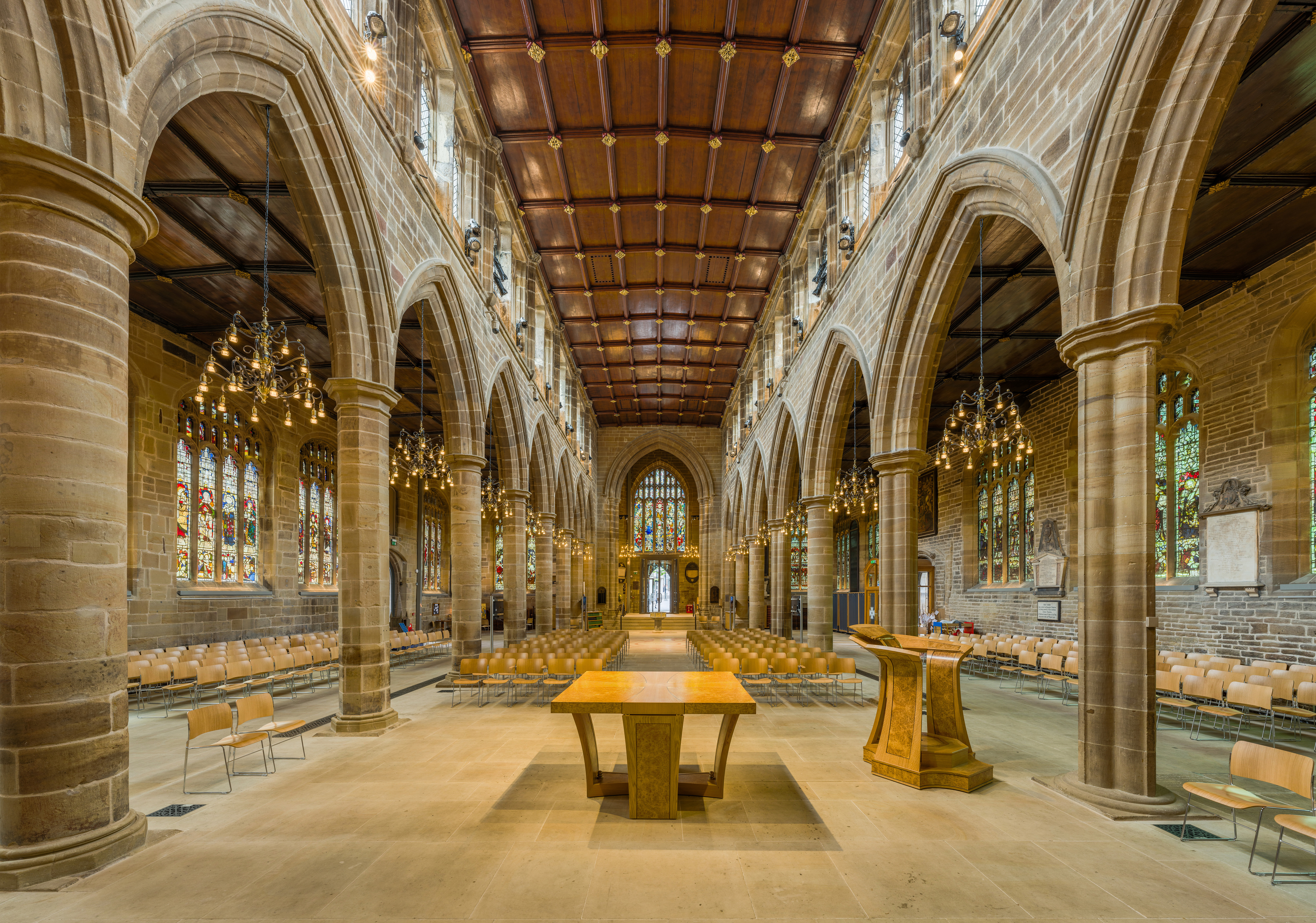
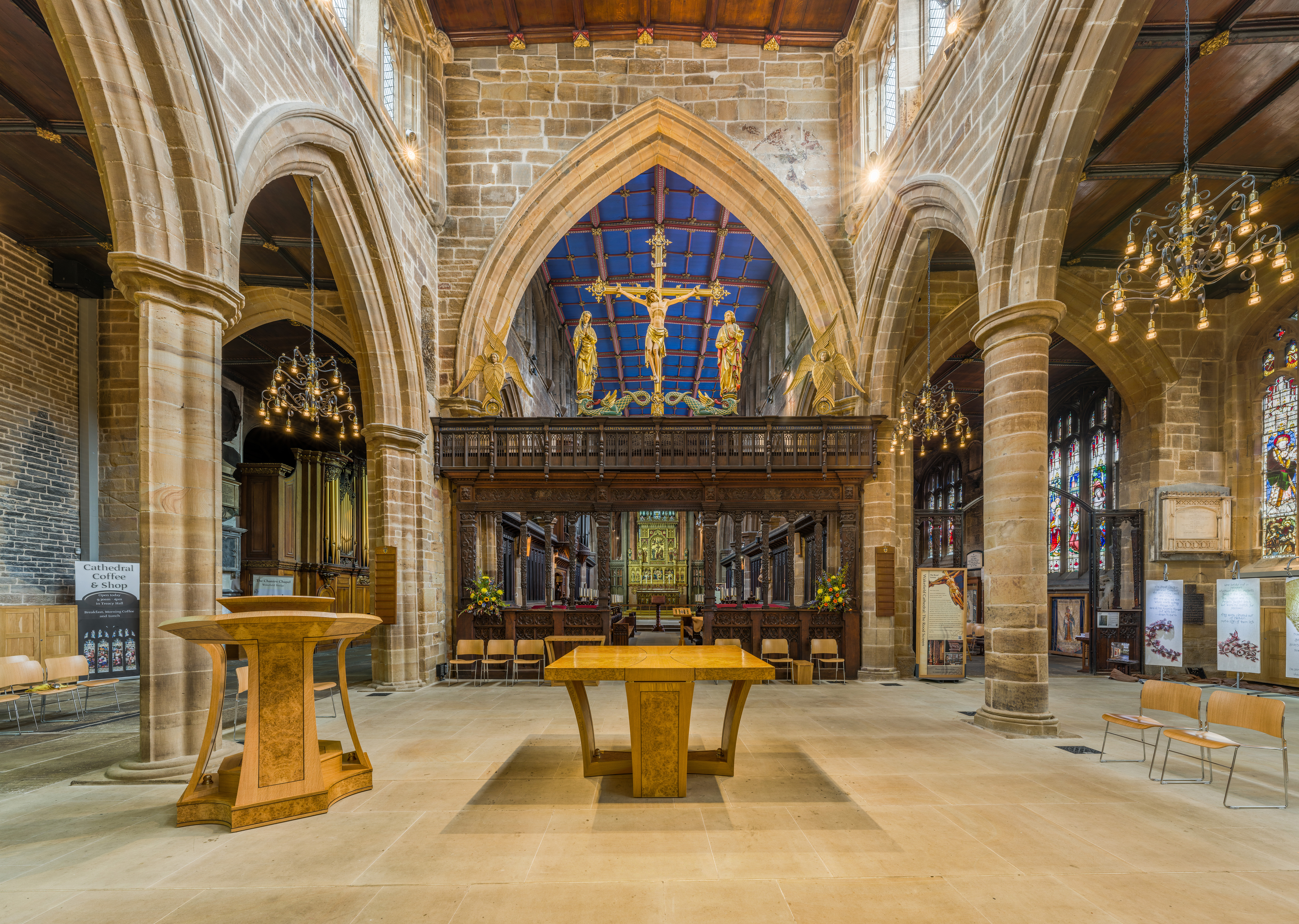
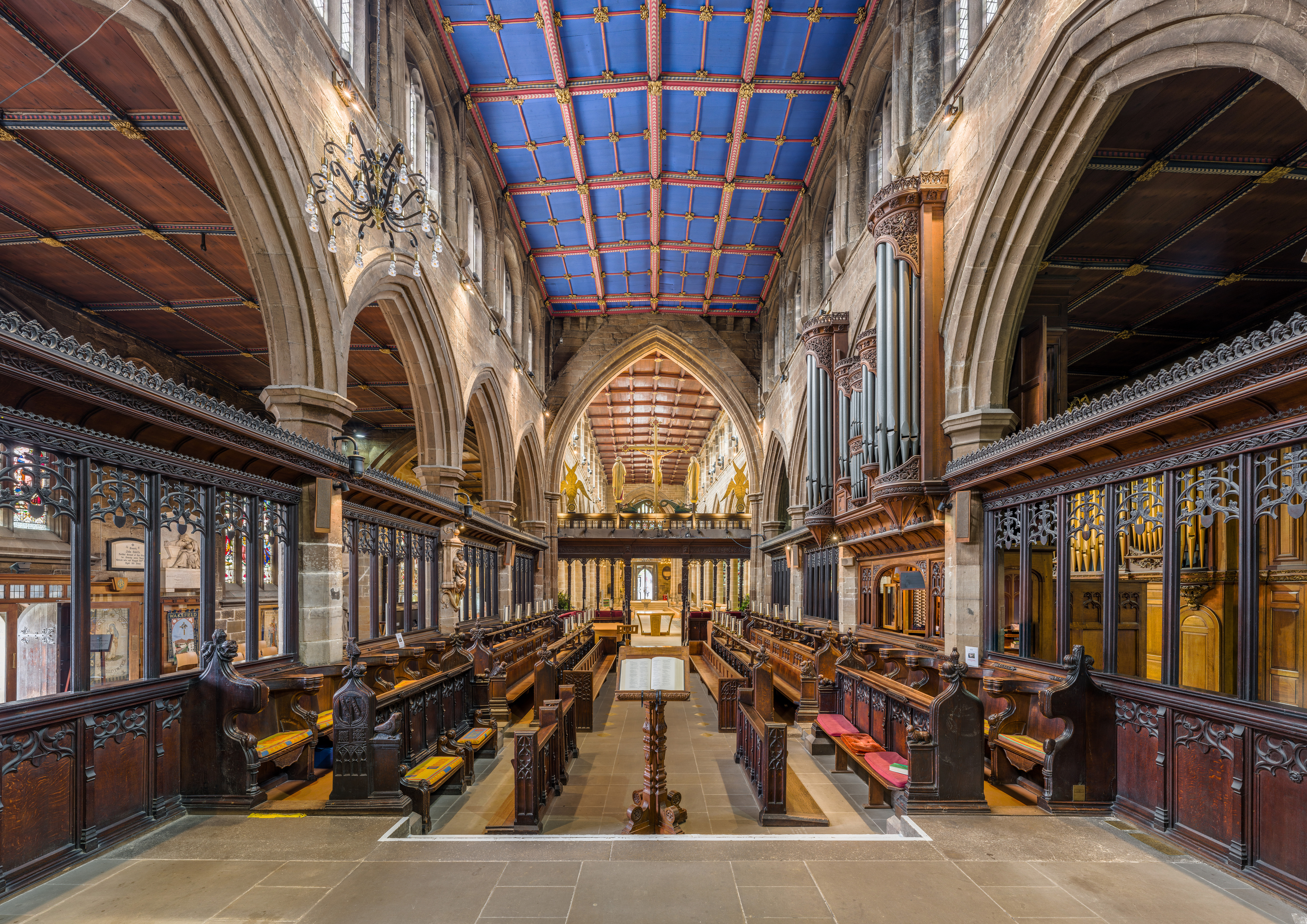
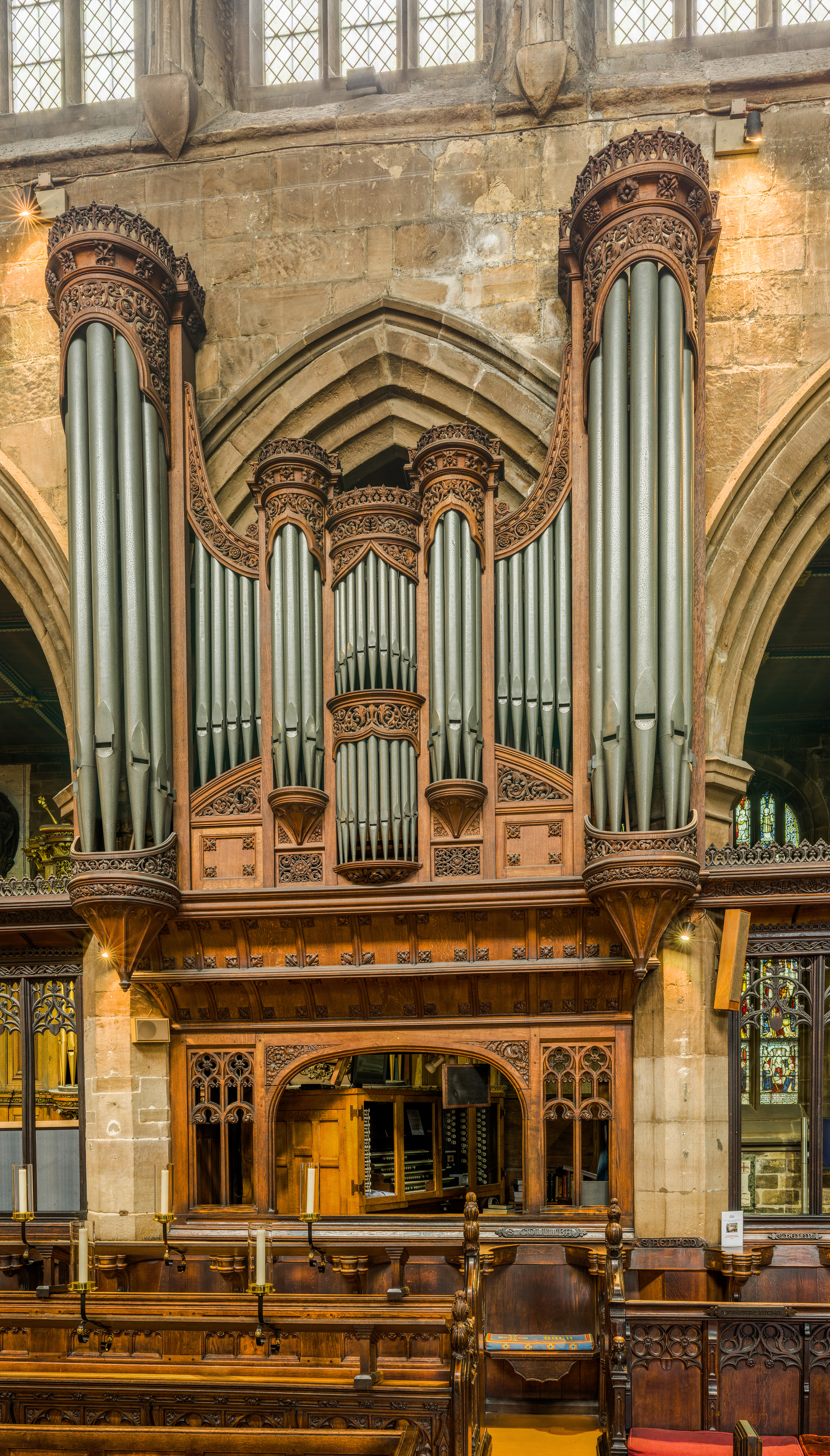